# La Fortuna (Leganés)
La Fortuna es un barrio perteneciente a Leganés, que se encuentra en la parte más septentrional de su término municipal. El barrio limita con Carabanchel (Madrid), del que está separado por la autovía M-40, y con el parque de las Presillas en Alcorcón.
Aunque pertenece a Leganés, La Fortuna se encuentra físicamente separado del casco urbano de la ciudad, por un viaducto de la autopista de peaje Radial 5. Habitado desde 1960, en sus primeros años carecía de servicios y tenía asentamientos de chabolas, hasta que en los años 1980 se inició una fase de remodelación para adecentar la zona, cubrir el déficit de comunicaciones y eliminar cualquier foco de marginalidad.
El barrio cuenta con 12.885 habitantes según el INE (2012), pero con la construcción de nuevas viviendas se prevé alcanzar los 20.000 habitantes en un plazo de diez años.

## Historia

### Levantamiento de La Fortuna
La Fortuna fue fundado en 1960 por Domingo dos Santos El Portugués, un promotor inmobiliario. Dos Santos negoció con el Ministerio de Vivienda la cesión de unos terrenos que poseía en el madrileño barrio de Orcasitas, a cambio de una zona en Leganés que limitaba con el término municipal de Madrid. Por ello, los primeros habitantes fueron 33 familias desalojadas de Orcasitas que se dedicaban a la cría de animales, la chatarra y la recogida y trata de basuras. El barrio se llamó La Fortuna en honor a la fallecida mujer del constructor, Fortunata González Arroyo, y los nombres de las primeras calles eran santos con los nombres de todos sus hijos y amigos.
Domingo Dos Santos ejerció como cacique en el barrio durante sus primeros años, y se encargó de levantarlo. Los primeros edificios eran plantas bajas, con calles estrechas de sólo siete metros de ancho para aprovechar el espacio. El constructor vendía y alquilaba las casas y los terrenos a sus vecinos por un precio sensiblemente inferior al del sur de Madrid e incluso Leganés, por lo que el barrio se repobló con gente de clase obrera y emigrantes. También hubo asentamientos chabolistas ilegales, y las cercanías del arroyo de Butarque fueron un foco de vertidos y ratas, por lo que el barrio tuvo muy mala fama en esa época.
En ese tiempo, el barrio apenas contaba con servicios o tiendas, y no existían carreteras o un servicio público de autobuses. La situación del poblado también fue un problema para el Ayuntamiento de Leganés, porque era un núcleo apartado de la ciudad y su gestión era muy complicada, al no haber contado con un plan de desarrollo urbanístico.

### Desarrollo del barrio
A comienzos de los años 1980, Leganés asumió un ambicioso plan urbanístico para dotar a La Fortuna de servicios mínimos, así como eliminar cualquier foco de marginalidad. Se pavimentaron las calles, se instalaron escuelas y se lanzaron líneas de autobús para conectar el barrio al centro de Leganés y el sur de Madrid. Poco a poco se desarrolló un tejido industrial con el asentamiento de empresas como Motor Ibérica (actualmente clausurada) y se instalaron comercios.
En 1993 se creó la Junta de Distrito de La Fortuna, uno de los primeros experimentos de descentralización en la gestión de la Comunidad de Madrid, y que permitía a los vecinos realizar trámites municipales sin necesidad de ir al centro de la ciudad. Con las mejoras introducidas, el barrio se normalizó por completo y desaparecieron los focos de marginalidad. En los últimos años se han abierto instalaciones como un centro de salud, un polideportivo y un instituto. También destacó la llegada de inmigrantes magrebíes, lo que motivó el levantamiento de una mezquita. En 2010 se produjo la inauguración de la Estación de La Fortuna, que dotaba a La Fortuna de Metro.

## Política y gobierno
Aunque perteneciente al municipio de Leganés, se ha realizado una descentralización política para que el barrio contara con mejores infraestructuras. El 18 de junio de 1993 se creó la Junta de Distrito de La Fortuna. Leganés fue el primer municipio de la Comunidad de Madrid que creó una junta de distrito, similar a las existentes en Madrid capital.
En resultados electorales, La Fortuna ha votado tradicionalmente a los partidos de centroizquierda, signo presente en las presidencias de la Junta de Distrito. En las elecciones municipales de 2007 el PSOE fue la fuerza más votada con 1.987 votos (40,15%), seguido a sólo diez votos de distancia del Partido Popular con 1.977 (39,95%), Izquierda Unida con 438 (8,55%), y Unión por Leganés con 252 votos (5,09%).
Han sido presidentes de la Junta de Distrito de La Fortuna:
- Francisco Nogales (IU)
- Rafael Gómez Montoya (PSOE) (alcalde de Leganés desde 2007 hasta 2011)
- Laura Oliva García (PSOE)
- Julia Martín Naveso (PSOE)
- Miguel Ángel Recuenco (Partido Popular)

## Dotaciones
La Fortuna cuenta desde los años 1980 con equipamientos públicos, fruto de un importante proceso de transformación del barrio. A partir de la estructura de la zona se han realizado distintos planes parciales de urbanismo, y se ha dotado al barrio de servicios que evitasen una dependencia del centro de Leganés. Pese a las mejoras, La Fortuna es el barrio de Leganés con menor grado de servicios públicos por habitante.
En el ámbito educativo, el barrio cuenta con dos colegios públicos (Gonzalo de Berceo y Giner de los Ríos), un instituto de educación secundaria (La Fortuna) y una biblioteca municipal. Además, existe un centro cívico con teatro, que funciona también como sede de la Junta de Distrito de La Fortuna. En lo relativo a sanidad, cuenta con el centro de salud Marie Curie. En 2007 se inauguró un polideportivo, Ciudad Deportiva de La Fortuna.
La Fortuna cuenta con el parque urbano Serafín Díez Antón, inaugurado en 1981 y reabierto en 2010 con nuevas instalaciones. Durante varios años, la actividad del parque se vio mermada por las obras de la estación de metro, por lo que la ciudad tuvo que remodelarlo casi en su totalidad. El parque cuenta con una extensión de 40 000 metros cuadrados, 300 árboles nuevos y zonas de juegos. En las inmediaciones del barrio también se encuentra el parque urbano de Butarque, que cuenta con un lago natural. Además, los vecinos del barrio disfrutan también de otros espacios verdes que no pertenecen a Leganés, como el parque de Las Presillas (Alcorcón) y el Pinar de San José (Latina-Carabanchel).

## Economía
Debido a que el suelo de La Fortuna no estaba regulado en sus primeros años y es más barato que el de Madrid y el resto de Leganés, se han instalado multitud de pequeñas empresas y actividades industriales dentro del casco urbano del barrio. Se han instalado varios polígonos industriales cerca de la M-40.
En abril de 2004 se inauguró el primer centro comercial de La Fortuna, Avenida M-40, gestionado por la empresa portuguesa Sonae. Sin embargo, la proliferación de superficies comerciales en el sur de Madrid y una mala gestión propiciaron su cierre en septiembre de 2010. Después de siete años cerrado, pudo reabrirse bajo gestión del grupo venezolano Sambil.

## Comunicaciones

### Carretera
Aunque La Fortuna se encuentra en el territorio municipal de Leganés, se encuentra a cuatro kilómetros del centro urbano. Por ello, el barrio presenta una compleja situación respecto a otras zonas de la localidad. Desde los años 1980 La Fortuna ha visto mejorada su red de transportes.
Las principales vías de acceso a La Fortuna son la Autopista M-40 y la M-411. Para acceder por la M-40, debe tomarse la salida 30. Por su parte, la M-411 va desde el aeródromo de Cuatro Vientos y el barrio de Aluche (Madrid) por el norte, y desde el barrio de San Nicasio (Leganés) por el sur. El tramo de carretera que discurre dentro del término municipal de Leganés se llama desde 2007 "Avenida de América Latina".

### Autobús
Por La Fortuna pasan cuatro líneas de autobús:
| - L-1: Leganés (La Fortuna - Vereda de los Estudiantes) - 483: Madrid (Aluche) - Leganés (La Fortuna-Parquesur). - 486: Madrid (Plaza Elíptica-Oporto) - Leganés (La Fortuna-Valdepelayo). - 487: Madrid (Aluche) - Leganés (La Fortuna). |

### Metro y tren
El 5 de octubre de 2010 llegó el Metro de Madrid a La Fortuna con la inauguración de la Estación de La Fortuna, que pertenece a la línea 11. La ampliación de la línea ha implicado la construcción de 3,2 km de túnel, que pasa por debajo de la M-40 y la M-45 y ha supuesto una inversión de 201,5 millones de euros, financiados con fondos FEDER de la Unión Europea. La Línea 11 termina en La Fortuna, y por ahora no conecta con ninguna de las seis paradas de Leganés en la línea 12 "Metrosur".
En cuanto al servicio de Cercanías Renfe, ninguna de las líneas pasa por La Fortuna. En 2009 el alcalde de la ciudad, Rafael Gómez Montoya, anunció un acuerdo con Renfe para que se construya una estación en el barrio antes de 2015. A día de hoy, nada ha quedado concretado.